# توماس إتش روبنز جونيور
توماس إتش روبنز جونيور (بالفرنسية: Thomas H. Robbins, Jr.)‏ هو ضابط فرنسي، ولد في 11 مايو 1900 في باريس في فرنسا، وتوفي في 12 ديسمبر 1972 في نيو لندن في الولايات المتحدة.